# Königlich Bayerisches 14. Infanterie-Regiment „Hartmann“

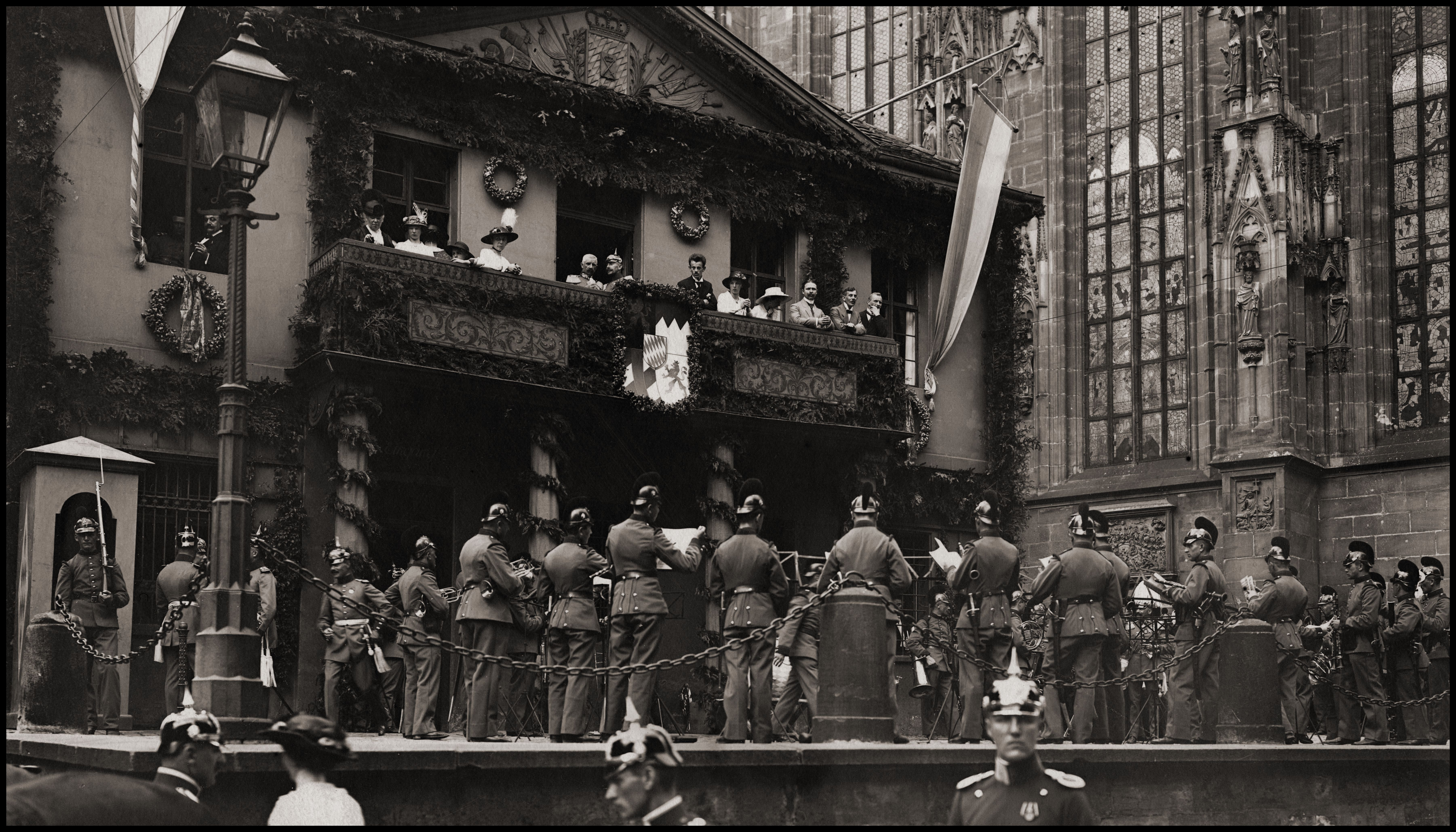
100-Jahrfeier des Regiments an der Hauptwache in Nürnberg

Das 14. Infanterie-Regiment „Hartmann“  war, zusammen mit dem 21. Infanterie-Regiment, ein Verband der 9. Infanterie-Brigade der Bayerischen Armee. Der Friedensstandort des Regiments war Nürnberg.

## Geschichte

### Entstehung
Das Regiment wurde am 15. August 1814 gemäß Allerhöchstem Entschlusses in Aschaffenburg als 14. Infanterie-Linien-Regiment aufgestellt. Es wurde aus dem Großherzoglichen Frankfurter Infanterie-Regiment „Zweyer“ (genannt Fürst Primas) und dem königlich bayerischen leichten Infanterie-Bataillon „von Flad“ gebildet. Es war in drei Bataillone zu je einer Schützenkompanie und fünf Füsilierkompanien gegliedert. Erster Oberstkommandant (die Bezeichnung Kommandeur wurde ab 1872 gebräuchlich) war Georg von Welsch, dem nach dessen Tode am 25. März 1820 Friedrich von Flad (ad interim) nachfolgte.

#### Stammtruppen
Das Großherzoglich Frankfurtische Infanterie-Regiment wurde 1763 als Kurmainzer Regiment zu Fuß Ried aufgestellt.
1803 wurde die Kontingente der Reichsstädte Regensburg und Wetzlar, im Jahr 1806 das Albinische Jägerkorps, das Kontingent der Reichsstadt Frankfurt sowie das der Fürsten und Grafen von Löwenstein-Wertheim. 1810 wurden das Regensburger und 1813 das Fuldaer Kontingent wieder angeben. Inhaber waren:
- 1763 Freiherr Philipp Wilhelm von Ried
- 1765 Karl von Rodenhausen
- 1766 Freiherr Ludwig Wilhelm von Harstall
- 1770 Freiherr Franz Arnold von Brencken
- 1774 Freiherr Philipp Franz von Fechenbach
- 1785 Graf Franz von Haßfeldt
- 1796 Johann Joseph von Faber
- 1806 Freiherr Franz  von Zweyer

Das 6. Leichte Infanterie Bataillon wurde am 22. März 1803 aus folgenden Schwäbischen Kreis Kontingenten gebildet:
dem Bataillon des Hochstiftes Augsburg, den 2 Kompanien der Reichsstadt Ulm, den Kontingenten der Abteien Elchingen, Irsee Kaisheim, Roggenburg, Ursberg, Wettenhausen sowie der Reichsstädte Bopfingen und Nördlingen. Diese Kontingente bestanden seit 1681 teilweise seit 1664 und gehörten während der Reichskriege zu verschiedenen Kreis Regimentern. Zunächst das des Hochstiftes Augsburg seit
- 1681 zum Regiment Ottingen
- 1691 Würz
- 1702 Fürstenberg-Stühlingen
- 1704 Enzberg
- 1724 Fürstenberg
- 1760 Rodt
- 1782 Fugger
- 1793 Fürstenberg

Kommandeure des Bayerischen 6 Leichten Infanterie Bataillons:
- 22. März 1803 Oberstleutnant Max Lessel
- 27. März 1804 Oberstleutnant Friedrich Freiherr von Weinsbach
- 23. September 1806 Oberstleutnant Friedrich Graf Taxis
- 1. April 1809 Oberstleutnant Joseph von La Roche
- 15. September 1812 Oberstleutnant Peter Palm
- 16. Februar 1814 Oberstleutnant Friedrich von Flad

### Feldzug gegen Frankreich 1815
Das Regiment war während des Feldzugs der 2. Brigade der 1. Armee-Division unterstellt. Außer Märsche führte es keine weiteren Handlungen durch.
Nach dem Feldzug wurde das Regiment auf zwei aktive und ein Reservebataillon abgerüstet. Am 27. November 1815 wurde das I. und II. Bataillon der Mobilen Legion Aschaffenburg als IV. und V. Bataillon, im Mai 1816 wurden 250 Darmstädter Soldaten aus verschiedenen hessischen Ämtern für das III. Bataillon aufgenommen. Am 26. Juni 1817 erfolgte die Auflösung des III. Reserve-Bataillon und das IV./V. zu III. sowie IV. (Rahmen-)Bataillon umgegliedert. Am 1. Juni 1822 wurden die Rahmenbataillone aufgelöst. Das I. Bataillon war seinerzeit in Aschaffenburg, das II. Bataillon in Germersheim stationiert. Am 28. Oktober 1835 wurde das Regiment nach seinem ersten Inhaber Generalleutnant Georg von Weinrich in Infanterie-Regiment „Weinrich“ umbenannt. Ab 12. Dezember 1836 Infanterie-Regiment „vacant Weinrich“ wurde am 29. August 1837 Generalleutnant Max Freiherr von Zandt Inhaber des Regiments, das zugleich in Infanterie-Regiment „Zandt“ umbenannt wurde. Das III. Bataillon wurde am 21. April 1848 wieder aufgestellt. Ab 26. August 1848 hieß es 14. Infanterie-Regiment „Zandt“. Im Mai 1849 waren Teile des Regiments während des Unruhen in der Pfalz eingesetzt. Von dort wurde das Regiment im Jahre 1851 bataillonsweise nach Nürnberg verlegt. In den 50er Jahren des 19. Jahrhunderts fanden weitere Umgliederungen innerhalb des Regiments statt. Am 12. Mai 1863 wurden die 5., 10. und 15. Füsilier-Kompanie zu Schützen-Kompanien umgerüstet.

### Krieg gegen Preußen 1866
Am 16. Mai 1866 wurde das I. und II. Bataillon der 6. Brigade/3. Division unterstellt, das III. Bataillon wurde bei Hof an der oberfränkischen Grenze zu Wachaufgaben abgestellt. Die Bataillone traten zu je zwei Schützen- und vier Füsilierkompanien à 144 Mann an. Im Juli 1866 wurde das IV. Bataillon zur Sicherung an der Grenze zu Böhmen aufgestellt, welches am 31. August 1866 wieder aufgelöst wurde. Das Reserve-Bataillon war bis 23. August 1866 Garnison der Festung Ingolstadt und wurde zum 1. September 1866 wieder aufgelöst. Im Gefechte bei Dermbach am 3. Juli 1866 musste die 1. Schützen-Kompanie acht Gefallene und dreißig Verwundete hinnehmen. Bei Zella (4. Juli) war das II. Bataillon beteiligt und verlor 21 Mann. Das I. Bataillon hielt zusammen mit einigen Kompanien des 6. Infanterie-Regiments am 10. Juli 1866 den Offenthaler Berg (bei Hammelburg) über vier Stunden gegen dreizehn preußische Bataillone. Am 24. Juli wurde das III. Bataillon zur Reserve-Brigade abgegeben, das I. und II. Bataillon fochten tags darauf bei Helmstadt. Dabei hatten die beiden Bataillone fünfzehn Tote und 39 Verwundete zu beklagen. Das III. Bataillon kam am 26. Juli 1866 zum Einsatz und büßte dabei einen Offizier, einen Unteroffizier sowie zwei Mann ein. Insgesamt hatte das Regiment während des gesamten Deutschen Krieges an Gefallenen nur zwei Offiziere und dreißig Mann hinzunehmen.
Nach dem Krieg wurde das Regiment geschlossen in Nürnberg einquartiert. Am 18. März 1867 hieß das Regiment 14. Infanterie-Regiment „vacant Zandt“, das am 28. April 1867 dem Generalleutnant Jakob Ritter von Hartmann als Inhaber übertragen wurde. Es wurde zugleich in 14. Infanterie-Regiment „Hartmann“ umbenannt. Am 10. Mai 1868 wurden die Schützenkompanien aufgelöst.

### Deutsch-Französischer Krieg1870/71
Das Regiment trat in Stärke 56 Offiziere, ca. 2400 Mann und 62 Pferden an. Das Regiment wurde nicht geschlossen eingesetzt. Nach der Mobilmachung am 16. Juli 1870 wurden am 28. Juli das I. und II. Bataillon der 6. Brigade/3. Division sowie das III. Bataillon der 8. Brigade/4. Division unterstellt. Das III. Bataillon des Regiments hatte am 4. August 1870 seine Feuertaufe in der Schlacht bei Weißenburg, in der zehn Mann fielen, 45 Mann verwundet und zwei Mann vermisst wurden. Zwei Tage später bei Wörth hatte das Bataillon fünfzehn Tote, 35 Verwundete und zwei Vermisste zu beklagen. Das I. und II. Bataillon waren während der Schlacht von Sedan am 1. September 1870 über den ganzen Tag im Gefecht gestanden und hatten einige kritische Situationen zu meistern. Die beiden Verbände mussten acht Offiziere und 78 Mann als Gefallene, zehn Offiziere und 165 Mann als Verwundete und 23 Mann als Vermisste hinnehmen. Das III. Bataillon war an der Besetzung von Schloss Bellevue bei Fresnois beteiligt. Die 11. Kompanie hatte die Ehre, als Ehrenkompanie mit der Fahne des Regiments bei der Zusammenkunft von König Wilhelm I. von Preußen und Kaiser Napoleon III. aufzumarschieren. In dem Gefecht bei Sceaux am 19. September 1870 kämpften das I. und II. Bataillon unter vergleichsweise geringen Verlusten erfolgreich, wobei das II. Bataillon die sogenannte Bayernschanze im Sturm nehmen konnte. Das III. Bataillon war als Regimentsreserve bei Chatenay in Bereitschaft. In dem Gefecht von Châtillon am 13. Oktober 1870 hatte das Regiment vierzehn Tote und 39 Verwundete. Am 1. März 1871 marschierte das Regiment in Paris ein. Am 26. Juni 1871 trat das Regiment seine Rückverlegung an und erreichte am 2. Juli 1871 Nürnberg.
Die Gesamtverluste des Regiments beliefen sich auf
- 12 Offiziere und 123 Mann als Gefallene,
- 17 Offiziere und 268 Mann als Verwundete und
- 27 Mann als Vermisste.

An Krankheiten sind 95 Mann gestorben.
Am 23. Februar 1873 verstarb der Regimentsinhaber, Generalleutnant Ritter von Hartmann, das zur Umbenennung des Regiments in 14. Infanterie-Regiment „vacant Hartmann“ führte. Am 5. Juni 1874 wurde Generalleutnant Karl Theodor Herzog in Bayern zum letzten Inhaber des Regiments ernannt. Am 13. Juni 1879 wurde Theodor Ritter von Angstwurm zum Kommandeur des Regiments und 1883 als Führer der 7. Infanterie-Brigade à la suite des Regiments gestellt. Zugleich wurde das Regiment in 14. Infanterie-Regiment „Herzog Karl Theodor“ umbenannt. Am 31. März 1881 wurde die 7. Kompanie an das 18. Infanterie-Regiment, am 1. Oktober 1890 die 3. an das 19. Infanterie-Regiment abgegeben. Mit dem 2. März 1893 wurde das IV. Halbbataillon mit der 13. und 14. Kompanie aufgestellt, welche am 1. April 1897 zur Errichtung des 21. Infanterie-Regiments versetzt wurden. Von September 1893 bis April 1896 wurde das I. Bataillon nochmals nach Fürth verlegt. Am 28. Juli 1895 wurde vom Prinzregenten Luitpold verfügt, dass das Regiment für immer den Namen Hartmann zu tragen habe und als 14. Infanterie-Regiment „Hartmann“ zu bezeichnen ist. Zum Expeditionskorps nach China anlässlich des Boxeraufstandes meldeten sich im Jahre 1900 sechs Unteroffiziere und 47 Mann als Freiwillige zum 4. Ostasiatischen Infanterie-Regiment. Am 1. Oktober 1908 wurde die 1. Maschinengewehr-Kompanie aufgestellt. Die Hundertjahrfeier des Regiments am 11. Juli 1914 war das herausragende Ereignis für die Garnisonsstadt Nürnberg vor Beginn des Ersten Weltkriegs, an der die Bevölkerung der Stadt rege teilnahm.

### Erster Weltkrieg

#### 1914
Das Regiment trat in einer Gefechtsstärke von 70 Offizieren und 3000 Mann (Stand: 2. August 1914) unter dem Kommando von Oberst Ludwig Hierthes, der am 5. Oktober 1913 das Regiment übernahm, in Lothringen an. Es war der 9. Infanterie-Brigade, im Folgenden der 5. Infanterie-Division und dem III. Armee-Korps der 6. Armee unterstellt. Die Kämpfe vor Nancy – Épinal vom 25. August bis 11. September 1914 waren geprägt von äußerster Härte. Allein am 25. August musste das Regiment bei der Abwehr des von dem französischen XX. Armeekorps vorgetragenen Angriffs 36 Gefallene und 217 Verwundete hinnehmen. Insbesondere die fehlende Artillerieunterstützung machte den vorn eingesetzten Bataillonen das Leben schwer. Das Regiment grub sich bei Réméréville ein. In der Nacht vom 4. auf 5. September 1914 hatte es nochmals schwere Verluste zu ertragen. Als das Regiment durch Teile des Reservekorps am 11. September 1914 abgelöst wurde, hatte es bis dahin über 140 Franzosen gefangen genommen. Es war trotz des Ersatzes von 12 Offizieren und 350 Mann auf 35 Offiziere und 1.264 Mann zusammengeschmolzen, so dass die Bataillone in je zwei Kompanien umgegliedert werden mussten. Von 12. bis 18. September 1914 verlegt das Regiment nach Metz (→ Festung Metz) und wurde dort dem V. Armee-Korps unter General der Infanterie Hermann von Strantz unterstellt. Es trafen inzwischen auch ca. 330 Mann Ersatz ein, so dass die Bataillone wieder zu je vier Kompanien (140 bis 150 Mann) gegliedert waren. Am Sturm auf das Erdwerk Apremont im Bois Brûlé, das mittels eines Sappenangriffs eingenommen wurde, hatte das Regiment wesentlich Anteil, fünfzehn Offiziere, 60 Unteroffiziere und 496 Mannschaften fielen während der Kämpfe. Von den dreizehn verwundeten Offizieren sind zwei ihren Verletzungen erlegen. Die Anzahl der verwundeten Unteroffiziere und Mannschaften ließ sich nicht mehr ermitteln.

#### 1915
Am 10. Januar 1915 erhielt das Regiment einen Offizier, sechs Unteroffiziere und 314 Mannschaften Ersatz. Am 5. Oktober 1915 übernahm Oberstleutnant Alois Prenner das Regiment. Bei der Abwehrschlacht in der Champagne vom 8. Oktober bis 19. November 1915 wurde das Regiment, mittlerweile wieder der 9. Infanterie-Brigade/5. Infanterie-Division unterstellt, als Reserve der 5. Division in den durch siebenfach überlegene französische Kräfte gefährdeten Abschnitt südlich Tahure geworfen. Zunächst vermochte es nach verheerender französischer Artillerievorbereitung den Einbruch bei der Küchenschlucht abzuriegeln, wurde jedoch am 24. Oktober zusätzlich an der Flanke angegriffen und dabei schnell dezimiert. Am 26. Oktober kam Ersatz in einer Stärke von sechs Offizieren und 712 Mann. Der Feind wurde durch beherzte Gegenstöße wieder aus den verloren gegangenen Stellungen geworfen und der Frontabschnitt verblieb fest in der Hand des Regiments. Drei Tage später gerieten die Masse der 11. und 12. Kompanie in Gefangenschaft. Die Kompanien des Regiments hatten nur noch eine durchschnittliche Stärke von ca. 80 Mann. Es verlor bis zum 19. November 1915 an die zwölf Offiziere, 39 Unteroffiziere und 496 Mannschaften als Gefallene sowie über 830 Mann als Verwundete. Sieben Offiziere und 174 Mann galten als vermisst, die meisten gerieten vermutlich in französische Gefangenschaft. Es nahm selbst über 100 Franzosen gefangen. Am 10. November und 30. Dezember 1915 erhielt das Regiment Ersatz in 33 Offizieren, zehn Offizierstellvertretern und 1108 Mannschaften. Über den Jahreswechsel 1915/16 hielt es die Stellungen im Wald bei Apremont und Ailly.

#### 1916
Am 3. Juli 1916 stellte das Regiment eine gemischte Kompanie zum III. Armee-Korps, die an der Parade vor König Ludwig III. teilnahm. In den Gefechten im Artois von 18. Juli bis 31. August 1916 versuchten die Engländer unter anderem auch mit Gas (ein Toter und sechs Verletzte) das Regiment zu werfen. Im Herbst 1916 wurden die 2. und 3. Maschinengewehr-Kompanie sowie eine Minenwerferkompanie aufgestellt. Auf dem Höhepunkt der Sommeschlacht vom 1. bis 23. September 1916 rückte das Regiment in die Stellungen ostwärts Longueval – Delville-Wald vor. Nach einem 4-tägigen Trommelfeuer erfolgte am 15. September 1916 der englische Angriff, zum ersten Mal unterstützt durch gepanzerte Kampfwagen (Tanks), und erreichte einen Einbruch von höchstens 4 km. Die wenigen Überlebenden des vorne eingesetzten III. Bataillons wurden schlicht überrollt; die 9. und 11. Kompanie hatten zusammen noch 30 Überlebende. Die heftig umkämpfte Ortschaft Flers musste aufgegeben und eine neue Stellung südlich Gueudecourt bezogen werden. Bis 23. September hatte das Regiment als Gefallene 14 Offiziere, 47 Unteroffiziere und 453 Mannschaften sowie 26 Offiziere und 384 Unteroffiziere und Mannschaften als Vermisste zu beklagen. Besonders die Ersatzleute hatten schwer gelitten.

#### 1917
Anschließend war ab 25. Oktober 1916 das Regiment, das mit acht Offizieren, 53 Unteroffizieren und 1067 Mannschaften wieder aufgefrischt wurde, in Flandern bei Fromelles unter dem Kommando der zu Beginn 1917 aufgestellten 16. Infanterie-Division eingesetzt, wo es einer australischen Division gegenüberstand, die ihm durch besonders einfallsreiche Spähtruppunternehmen zu schaffen machte. Im Artois (Vimy-Höhe), bei Arras und an der Lys hatte das Regiment bis 27. August 1917 weitere Abwehrkämpfe zu bestehen, war jedoch nicht im Schwerpunkt der Gefechte eingesetzt, so dass sich die Verluste in Grenzen hielten. Die Gefechtsstärke zu diesen Tagen ist mit 650 Mann je Bataillon angegeben, wobei jede Kompanie mit drei leichten Maschinengewehren ausgestattet war. Nach der Herbstschlacht in Flandern 29. September 1917 wurde das schwer angeschlagene Regiment aus der Front herausgenommen und konnte sich an der niederländisch-belgischen Grenze bis 24. November 1917 erholen. Den Winter 1917/18 verbrachte das Regiment westlich Cambrai und bereitete sich auf die Michael-Schlacht vor.

#### 1918
Vom 21. März bis 8. April 1918 kämpfte sich das Regiment vor, aber es wurde, sich von einer englischen Stellung zur nächsten aufreibend, so dezimiert, dass am Ende der Schlacht nur noch 70 Gewehre je Kompanie übrig waren. Das Regiment nahm 222 Engländer gefangen und erbeutete elf Lewis-Maschinengewehre, musste aber auch 140 Tote, 360 Verwundete und 60 Vermisste hinnehmen. Zwischenzeitlich zwischen Arras und Albert eingesetzt trat das Regiment am Kemmelberg von 24. Mai bis 12. Juni 1918 an, nahm 92 Franzosen gefangen und hielt anschließend bis 31. Juli 1918 die Stellungen nördlich des Kemmel. Die 14. Kompanie des Regiments (III. Bataillon) wurde im Heeresbericht vom 7. Juni 1918 hierfür genannt. Dem Regiment fehlten zu dem Zeitpunkt 40 Offiziere sowie 617 Unteroffiziere und Mannschaften. Es wurden die Regiments- und Bataillons-Nachrichtenzüge aufgestellt. In einer letzten Anstrengung kämpfte das Regiment mit den letzten Reserven um Bapaume (22. August bis 2. September 1918), doch es gab keinen nennenswerten Geländegewinn mehr. Das II. und III. Bataillon bestand nur noch aus je zwei schwachen Kompanien. Am 3. September 1918 wurde Major Robert Graf von Bothmer zum Regimentskommandeur ernannt. Während der Abwehrkämpfe in Flandern vom 28. September bis 4. Oktober 1918 war das Regiment zunächst im Rahmen der 16. Infanterie-Division als Reserve in Bereitschaft. Der gerade ernannte Kommandeur fiel am 28. September 1918 an der Spitze seines Regiments. Danach führte Hauptmann Schmitz das Regiment. Nachdem die Engländer tiefe Einbrüche bei den vorn eingesetzten Infanterie-Divisionen erzielten, fing das Regiment den feindlichen Ansturm immer wieder hinhaltend kämpfend auf, wobei es ca. 260 Belgier in Gefangenschaft führte, die Kompanien waren nur noch 30 bis 40 Mann stark, so dass die 1. und 2. Kompanie sowie die 3. und 9. Kompanie zusammengelegt werden mussten. In und bei Beveren waren die Reste des Regiments der Eingreif-Division zugeteilt. Hierzu wurden die 3., 6. und 10. Kompanie auf die anderen Kompanien aufgeteilt. Vom 12. Oktober bis 1. November 1918 war das Regiment zuerst in der Herrmann-, dann in der Lys-Stellung eingesetzt. Die Zahl der Toten, Vermissten und Verwundeten in dem genannten Zeitraum wird als gering angegeben, aber bei einer Gefechtsstärke von 14 Offiziere, 111 Unteroffiziere und 483 Mannschaften schmerzen auch diese Verluste. Bis zum 11. November 1918 nahm das Regiment an den Nachhutkämpfen an der Schelde teil und zog sich dann auf die Antwerpen-Maas-Stellung zurück.
Das Regiment hatte während des Ersten Weltkriegs folgende Verluste an
- Toten: 83 Offiziere, ein Sanitätsoffizier, 344 Unteroffiziere, 2630 Mannschaften;
- durch Krankheit/Unfall Verstorbenen: zwei Offiziere, 19 Unteroffiziere, 117 Mannschaften;
- Vermissten: vier Offiziere, 21 Unteroffiziere und 244 Mannschaften.

In Gefangenschaft gerieten 24 Offiziere, zwei Sanitätsoffiziere, 126 Unteroffiziere und 937 Mannschaften.

### Verbleib
Nach dem Waffenstillstand von Compiègne marschierten die Reste des Regiments nach Nürnberg zurück, wo ab 14. Dezember 1918 die Demobilisierung und anschließende Auflösung erfolgte. Aus Teilen bildeten sich verschiedene Freiformationen. Unter anderem am 1. März 1919 das Volkswehr-Bataillon Brunner mit vier Kompanien und einer MG-Kompanie. Diese Formation ging am 1. Juli 1919 als II. Bataillon im Reichswehr-Infanterie-Regiment 48 auf.
Die Tradition übernahm in der Reichswehr die 5. und 8. Kompanie des 21. (Bayerisches) Infanterie-Regiments in Nürnberg.